# 97-о средно училище „Братя Миладинови“
97 средно училище „Братя Миладинови“ се намира в София, България.
Основано е за началото на учебната 1980/1981 година. Наречено е на видните българи братя Миладинови. Разположено е на улица „504-та“ 1 в ж.к. „Люлин-5“.